# Le colonel Chabert (film 1911)
Le colonel Chabert è un cortometraggio del 1911 diretto dai registi André Calmettes e Henri Pouctal.
Basato sul romanzo Il colonnello Chabert scritto nel 1832 da Honoré de Balzac.

## Trama
Il colonnello Chabert, deve affrontare molti disagi per il suo ritorno a casa.